# Tinh thần pháp luật

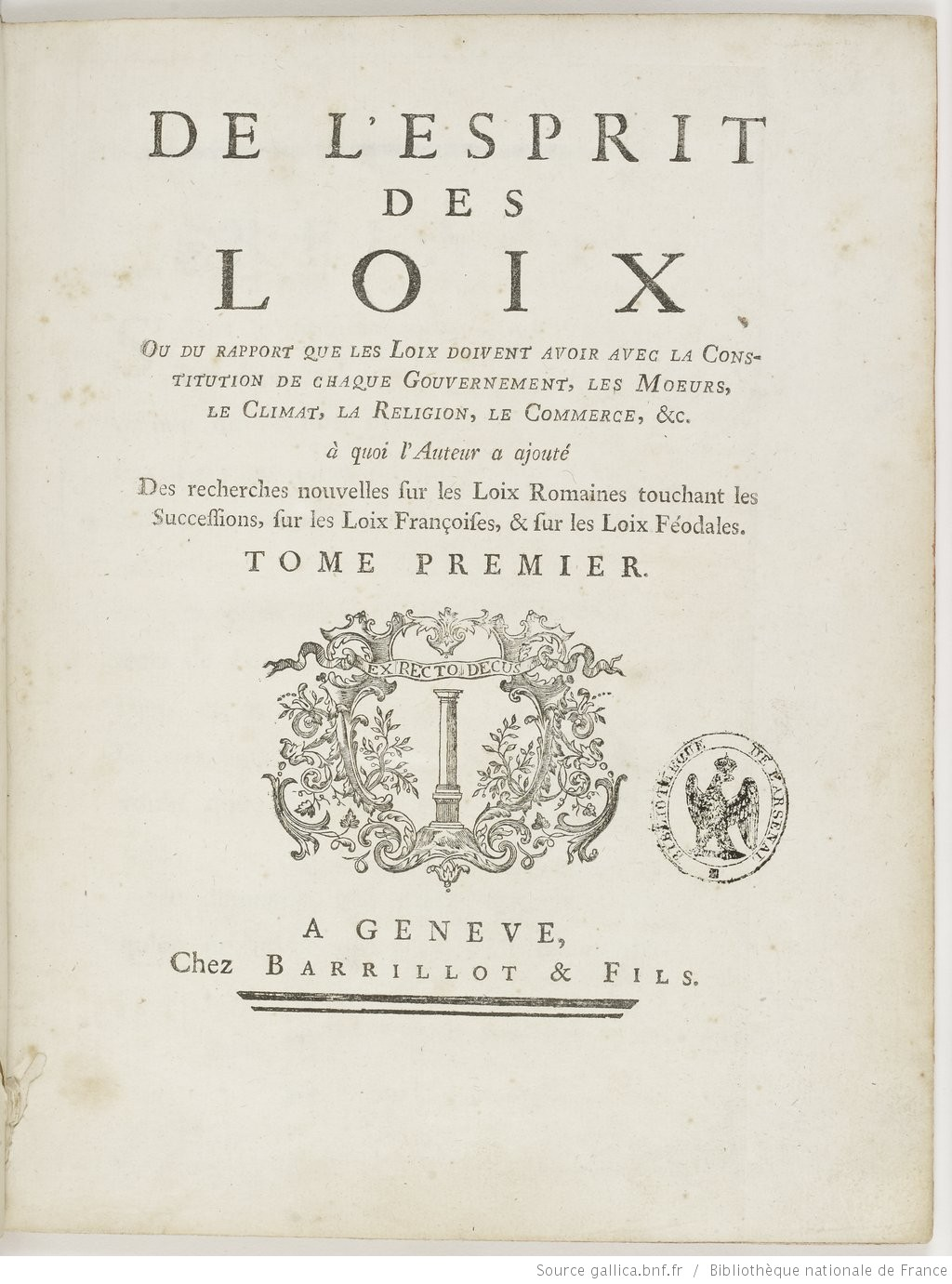
Trang tựa đề của tác phẩm Tinh thần pháp luật xuất bản vào năm 1749

Tinh thần pháp luật (tiếng Pháp: De l'esprit des lois), hay Vạn pháp tinh lý, là một luận thuyết về học thuyết chính trị được Nam tước de Montesquieu xuất bản dưới dạng ẩn danh vào năm 1748. Đầu tiên nó được xuất bản ẩn danh một phần vì Montesquieu muốn tác phẩm của mình tránh bị kiểm duyệt, sau đó nó nhanh chóng được dịch sang nhiều thứ tiếng khác. Thomas Nugent xuất bản bản tiếng Anh đầu tiên vào năm 1750. Năm 1751 Nhà thờ Công giáo liệt cuốn này vào Danh sách những Cuốn sách Bị Cấm. Tuy nhiên, luận thuyết chính trị của Montesquieu có ảnh hưởng rất lớn đến các tác phẩm của các học giả khác, mà đáng chú ý nhất có: Ekaterina II, người viết Nakaz (Hướng dẫn); Những Đại biểu Đại hội Hiến pháp Hoa Kỳ (Constitutional Convention delegates) của Hiến pháp Hoa Kỳ; và Alexis de Tocqueville, người đã áp dụng phương pháp của Monstequieu vào công trình nghiên cứu xã hội Hoa Kỳ, cuốn Dân chủ ở Mỹ (Democracy in America).
Montesquieu bỏ ra gần hai mươi năm nghiên cứu và viết cuốn sách này, bao quát các chủ đề về chính trị, luật, xã hội học, nhân loại học, và cung cấp hơn 3.000 trích dẫn. Trong luận thuyết chính trị của mình, ông đã bênh vực chủ nghĩa hợp hiến và thuyết tam quyền phân lập, bãi bỏ nô lệ, bảo vệ quyền tự do công dân và nhà nước pháp quyền, và ý tưởng rằng các thể chế luật pháp và chính trị phải phản ảnh đặc tính địa lý và xã hội của từng cộng đồng riêng biệt.

## Thuyết hợp hiến
Montesquieu phân các hệ thống chính trị thành ba loại:
- Chế độ cộng hòa
- Chế độ quân chủ
- và Chế độ chuyên chế

Theo ông, Chế độ cộng hòa biến đổi tùy thuộc vào chúng cho phép quyền công dân được mở rộng tới đâu, từ tương đối lớn như các nền cộng hòa dân chủ cho đến hẹp hòi như các nền cộng hòa quý tộc.